# Glyphipterix haworthana
Glyphipterix haworthana is een vlinder uit de familie parelmotten (Glyphipterigidae). De wetenschappelijke naam is voor het eerst geldig gepubliceerd in 1834 door Stephens.
De soort komt voor in Europa. In Nederland is de soort eenmaal waargenomen, in 1974, in België ook eenmaal, in 1939.